# Don’t Stop the Dance
«Don’t Stop the Dance» — песня британского певца Брайана Ферри с его студийного альбома 1985 года Boys and Girls. Кроме того, за некоторое время до выхода альбома она была издана отдельным синглом. (Это был второй сингл с того альбома.)
В Великобритании сингл с этой песней достиг 21 места (в национальном сингловом чарте).